# Avisdrengen
Avisdrengen er en stumfilm fra 1918 instrueret af Eduard Schnedler-Sørensen efter eget manuskript.